# Christian Beverlin Studsgaard
Christian Beverlin Studsgaard, född den 12 juni 1727 i Köpenhamn, död den 15 november 1806 i Aalborg, var en dansk biskop.
Studsgaard blev student från Aalborg 1745 och tog tre år senare attestats.  År 1751 blev han dekan på Kommunitetet, och samma år kom han in på Elers Kollegium, där han var alumn i närmare fyra år. Därefter reste han utomlands och studerade i Jena och Halle. På hemresan blev han 1757 magister i Rostock och följande år biskop Harboes vikarie med uppgift att hålla föreläsningar vid universitetet. Samtidigt var han medarbetare i Josias Lorcks litterära tidskrift Fortgesetzte Nachrichten von dem Zustande der Wissenschaften uund Künste in den dänischen Reichen und Ländern. 
År 1759 kallades han till präst och lektor i teologi på Herlufsholm, med vilket han från 1766 förenade ämbetet som häradsprost. Genom greve Thotts protektion blev han 1769 utnämnd till teologie professor i Köpenhamn, men visade snart, att han inte var denna post vuxen. Sjukdom och nervsvaghet, måhända framkallad genom överansträngning under studier, drabbade honom, och han måste söka ett nytt verksamhetsfält. År 1773 blev han stiftsprost i Aalborg och 1777 den gamle biskop Brorsons koadjutor. 
Då Brorson dog året efter blev Studsgaard dennes efterträdare på biskopsstolen. Vid universitetsjubileet 1779 tilldelades han den teologiska doktorsgraden för en insänd avhandling. Han entledigades 1806 på grund av ålder och sjuklighet och dog fyra månader senare. År 1759 hade han äktat Charlotte Hoe (död 1797), en lolländsk prästdotter. En son, Frederik Carl Studsgaard (1765-1829), blev stiftsprost i Aarhus. Han var gift med K.L. Rahbeks syster och farfar till läkaren Carl Ludvig Studsgaard.